# Växthusvårtbitare
Växthusvårtbitare, Tachycines asynamorus, är en hopprätvingeart som beskrevs av Johann Christian Adelung 1902. Växthusvårtbitare ingår i släktet Tachycines och familjen grottvårtbitare, Rhaphidophoridae.

## Kännetecken
Växthusvårtbitaren är som andra grottvårtbitare vinglös och har en kroppsbyggnad som ger den ett något puckelryggigt utseende. De två främre benparen är förhållandevis tunna och ger ett ganska bräckligt intryck, medan bakbenen är kraftigare. Kroppslängden är 15 till 20 millimeter och antennerna har en längd på omkring 75 millimeter för hanar och runt 80 millimeter för honor. Färgteckningen är brunaktig i olika ljusare och mörkare nyanser. 

## Utbredning
Växthusvårtbitaren härstammar ursprungligen från Kina, men har spridit sig till Europa och många andra delar av världen genom införda växter. I kallare trakter förekommer den dock företrädesvis i växthus, då den inte kan överleva vintern utomhus.

## Levnadssätt
Växthusvårtbitaren kan livnära sig på både vegetabilisk och animalisk föda. I växthus kan den ställa till med stor skada på unga plantor, skott och blad och den betraktas därför oftast som ett skadedjur. Som andra hopprätvingar har den ofullständig förvandling och genomgår utvecklingsstadierna ägg, nymf och imago.